# Lupeni
Pour les articles homonymes, voir Lupeni (homonymie).
Lupeni (allemand : Schylwolfsbach; hongrois : Lupény) est une ville du județ de Hunedoara en Roumanie.

## Histoire
De grandes grèves de mineurs éclatent le 5 août 1929 et sont brutalement réprimées : 32 ouvriers sont tués et 56 blessés.

## Démographie
En 2011, la ville comptait 23 390 habitants dont :
- Roumains : 88,53% ;
- Hongrois : 7,19% ;
- Roms: 3,34% ;
- Allemands : 0,32%.